# Phryneta macularis
Phryneta macularis är en skalbaggsart som beskrevs av Edgar von Harold 1879. Phryneta macularis ingår i släktet Phryneta och familjen långhorningar.
Artens utbredningsområde är Angola. Inga underarter finns listade i Catalogue of Life.